# Медаль Каллума
Медаль Ка́ллума (англ. Cullum Geographical Medal) — одна из старейших наград Американского географического общества. Она была учреждена генерал-майором Джорджем Вашингтоном Каллумом (1809—1892), вице-президентом общества.
Присуждается за «значительное географическое открытие или вклад в развитие географических наук». Впервые она была вручена Роберту Пири в 1896 году. Внешний вид золотой медали разработала Лидия Эммет.

## Награждённые медалью Каллума[3]
- 1896 — Роберт Пири
- 1897 — Фритьоф Нансен
- 1899 — Джон Мюррей
- 1901 — Томас Менденхолл
- 1902 — Дональдсон Смит
- 1903 — Луиджи Амедео (принц Савойский и герцог Абруццкий)
- 1904 — Георг фон Ноймайер, Свен Гедин
- 1906 — Роберт Белл, Роберт Скотт
- 1908 — Уильям Девис
- 1909 — Франсиско Морено, сэр Эрнест Шеклтон
- 1910 — Герман Вагнер
- 1911 — Жан-Батист Шарко
- 1914 — сэр Джон Келти, Эллен Семпл
- 1917 — Джордж Геталс
- 1918 — Фредерик Хайнс
- 1919 — Эммануэль де Маржери, Генри Осборн
- 1921 — Альбер I (князь Монако)
- 1922 — Эдвард Ривз
- 1924 — Йован Цвиич
- 1925 — Галлуа, Люсьен, Харви Хейс, Педро Санчес
- 1929 — Жан Брюнес, Альфред Геттнер, Хью Роберт, Жюль де Сколаски
- 1930 — Кертис Марбут
- 1931 — Марк Джефферсон
- 1932 — Томас Бертрам
- 1935 — Дуглас Джонсон
- 1938 — Луиза Арнер Бойд
- 1939 — Эммануэль де Мартонн
- 1940 — Роберт Кушман
- 1943 — Артур Хинкс
- 1948 — Хью Хаммонд
- 1950 — Ханс Эхлман
- 1952 — Роберто Алмеджи
- 1954 — Британская экспедиция на Эверест
- 1956 — Рассел Смит
- 1958 — Чарльз Торнтуэйт
- 1959 — Альберт Крари
- 1961 — Морис Юинг
- 1962 — Ричард Джоел
- 1963 — Рэйчел Карсон
- 1964 — Джон Лейгли
- 1965 — Киртли Метер
- 1967 — Питер Хаггет
- 1968 — Леопольд Мун
- 1969 — Нил Армстронг, Эдвин Олдрин, Майкл Коллинз
- 1973 — Брюс Хейзен
- 1975 — Рене Дюбо
- 1985 — Чонси Харрис
- 1987 — Кеннет Харе, И-Фу Туан
- 1989 — Гордон Вольман
- 1997 — Мелвин Маркус
- 1999 — Джек Данжермонд, Дэвид Левенталь
- 2001 — Вильбур Зелинский
- 2009 — Питер Смит, Мэтью Хенсон
- 2014 — Ли Шварц
- 2020 — Джерри Дабсон[4]